# Relieffragment mit Spinnerin

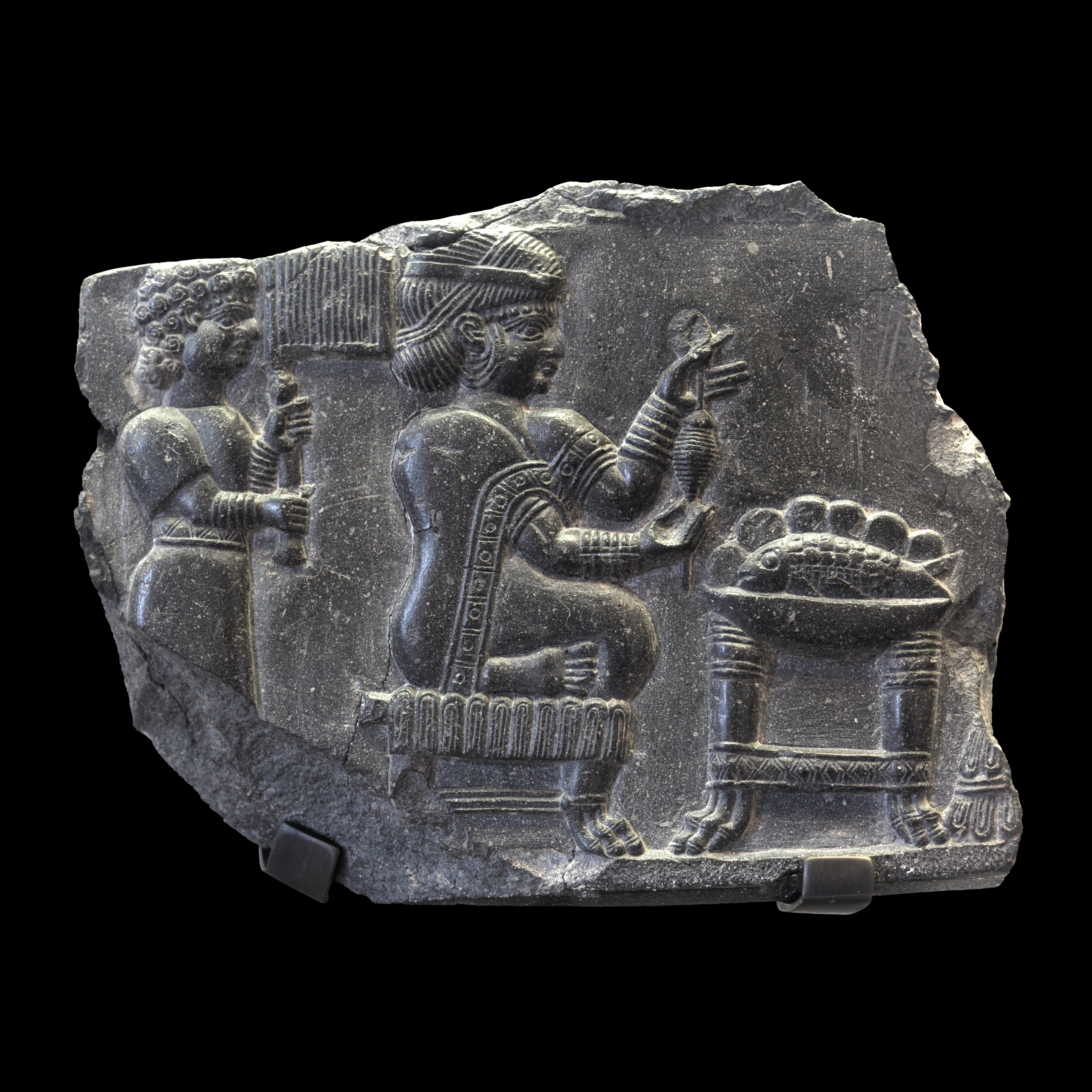
Relieffragment mit Spinnerin

Das Relieffragment mit Spinnerin befindet sich heute im Louvre mit der Inventarnummer SB 2834. Es wurde bei Ausgrabungen von Jacques de Morgan in Susa (im heutigen Iran) gefunden und ist etwa 10 cm hoch und 13 cm breit. Es wird in die Neuelamische Periode und damit in das 8. bis 7. Jahrhundert v. Chr. datiert. Das Fragment gilt als Meisterwerk elamitischer Kunst.
Der rechte Teil der wiedergegebenen Szene ist weggebrochen, womit es nicht möglich ist, den Inhalt vollständig zu verstehen. In der Mitte des Fragments sieht man eine Frau auf einem Hocker knien. Sie ist reich geschmückt und hat sechs Armbänder an jedem Arm. Ihr Gewand ist verziert und auch das Haar ist sorgfältig zurechtgemacht. Sie ist beim Spinnen dargestellt. Hinter ihr steht eine Dienerin, die in beiden Händen einen Fächer hält. Vor der Spinnerin steht ein Tisch mit einem Fisch und runden Objekten, bei denen es sich entweder um Brote oder um Früchte handelt. Ganz rechts ist der Rest eines Gewandes zu sehen, der vielleicht zu einer heute weggebrochenen Figur gehört.
Die Interpretation der Szene bereitet Schwierigkeiten. Spinnen gilt in vielen Kulturkreisen als typisch weibliche Tätigkeit. Vielleicht stellte die Szene einst ein Ehepaar dar und die Frau präsentiert ihre besonderen Fähigkeiten ihrem Gemahl, wodurch sie sich als Herrin der Frauenräume im Haus darstellt.
Das Objekt ist aus Bitumen geformt. Bitumen wurde auf etwa 250 Grad erhitzt und formte dann eine harte mastixartige Masse, in die die Szenen geritzt wurden. Bitumenobjekte sind bisher fast ausschließlich in Susa bezeugt und wurden in der älteren Forschung oftmals als dunkler oder schwarzer Stein bezeichnet, neuere Untersuchungen bestätigen jedoch, dass es sich tatsächlich um Bitumen handelt.